# Las tres noches de Eva
Las tres noches de Eva (título original The lady Eve) es una película de 1941 dirigida y escrita por Preston Sturges y protagonizada por Barbara Stanwyck y Henry Fonda.
La película puede ser calificada como un destacado ejemplo de comedia screwball (o comedia loca) Está incluida por la National Board of Review, entre las 10 películas más destacadas de 1941 y también como una de las 100 mejores comedias del cine estadounidense por el American Film Institute.

## Argumento
Jean espera junto a su padre, el coronel Harrington, a bordo del crucero de lujo S.S. Southern Queen, mientras este permanece atracado en la desembocadura del Amazonas prácticamente listo para partir. Padre e hija forman un dúo de vivaces timadores y esperan la llegada de quien pretenden hacer su próxima víctima: Charles Pike, hijo soltero de un millonario estadounidense. 
Jean, mediante astutas artes y con mucha perspicacia, logra seducir al joven millonario, pero lo que no consigue evitar en el proceso es su propio enamoramiento hacia él. Finalmente cuando Jean está dispuesta a cambiar su actitud por el amor que profesa hacia el joven, este descubre su oscura vocación de timadora y decide olvidarse de ella. Es entonces cuando Jean decide desarrollar su personal venganza y enamorar de nuevo a Charles adoptando para ello la personalidad de Lady Eve, una aristócrata inglesa, aprovechando unas oportunistas circunstancias.

## Reparto
- Barbara Stanwyck ... Jean Harrington
- Henry Fonda ... Charles Poncefort Pike
- Charles Coburn ... Coronel Harrington
- Eugene Pallette ... Horace Pike
- William Demarest ... Muggsy/Ambrose Murgatroyd
- Eric Blore ... Sir Alfred McGlennan Keith
- Melville Cooper ... Gerald
- Janet Beecher ... Janet Pike
- Martha O'Driscoll ... Martha, sirvienta de Pike
- Luis Alberni ... Emile, chef de Pike

## Comentarios
En su cambio de personalidad de Jean a Lady Eve, apenas se adorna más a la actriz que con un acento británico. Aun así, la interpretación resulta creíble gracias al buen hacer de un guion vivo, mordaz y en ocasiones hasta vertiginoso.
Son bastantes las alusiones eróticas que se representan en el film, esto es posible sólo gracias a que todas ellas vienen siempre acompañadas de importantes dosis de humor, ya que este método era el único camino para esquivar la censura de la época.

## Premios
Premios Oscar
| Premio               | Candidato      | Resultado |
| -------------------- | -------------- | --------- |
| Mejor guion original | Monckton Hoffe | Nominado  |